# بيطار الخيول

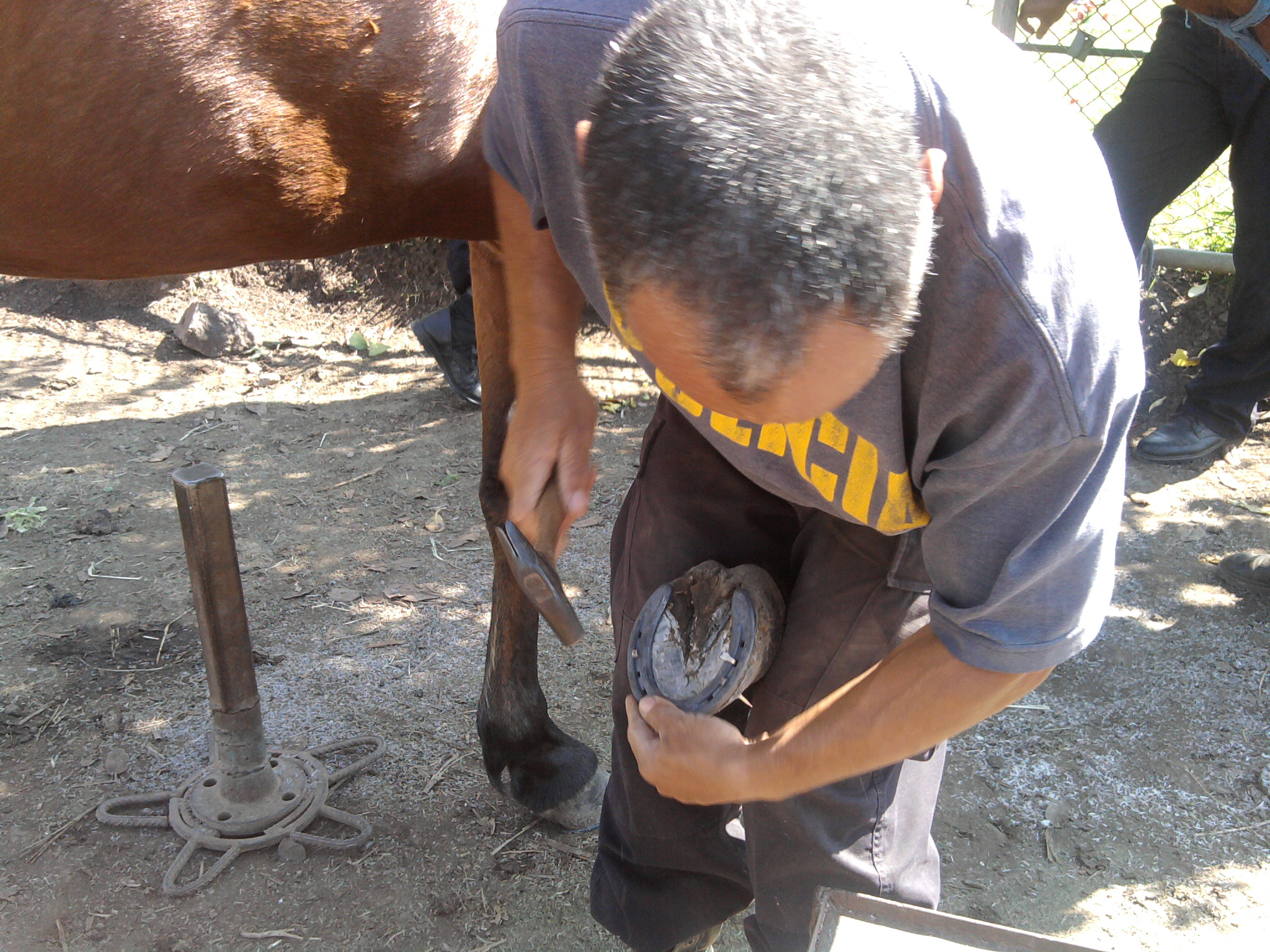
بيطار الخيول أثناء عمله

بيطار الخيول هو مختص بالرعاية بحوافر جنس الخيول، وخاصة بتركيب وتشذيب وموازنة حدوات الأحصنة.
تجمع مهنة بيطار الخيول بين مهارات الحدّاد، من جهة تصنيع الحدوات المعدنية وتشكيلها وتهيئتها، وبين معرفة بالطب البيطري (البيطرة)، من جهة تشريح وعلم وظائف أعضاء الحوافر.